# The Art of Grief
The Art of Grief is het debuutalbum van de gothic-rockband The Wounded. Het album werd uitgebracht in 2000. Het nummer "Smalltown Boy" is een cover van de hit van Bronski Beat uit 1984.

## Tracklist
| 1.                 | Your Roses Will Burn      | 6:15  |
| 2.                 | Smalltown Boy             | 4:32  |
| 3.                 | We Pass Our Bridal Days   | 8:05  |
| 4.                 | The Art Of Grief          | 6:02  |
| 5.                 | Frailty Thy Name Is Woman | 6:53  |
| 6.                 | Where Are You             | 1:40  |
| 7.                 | Against All Gods          | 7:49  |
| 8.                 | Billet Doux               | 3:25  |
| 9.                 | In Silence...             | 15:20 |
| Totale duur: 59:56 |                           |       |